# 美國材料和試驗協會
ASTM美國材料和試驗協會国际组织（英語：American Society for Testing and Materials，简称ASTM），是国际标准化组织，它是制定、发布自愿共识的有关材料、产品、系统和服务的技术标准。组织的总部设在美国宾夕法尼亚州的西康舍霍肯，大约在费城西北的5英里（8公里）处。

## 外部連結
- ASTM国际标准组织 （页面存档备份，存于）